# 柏林禅寺

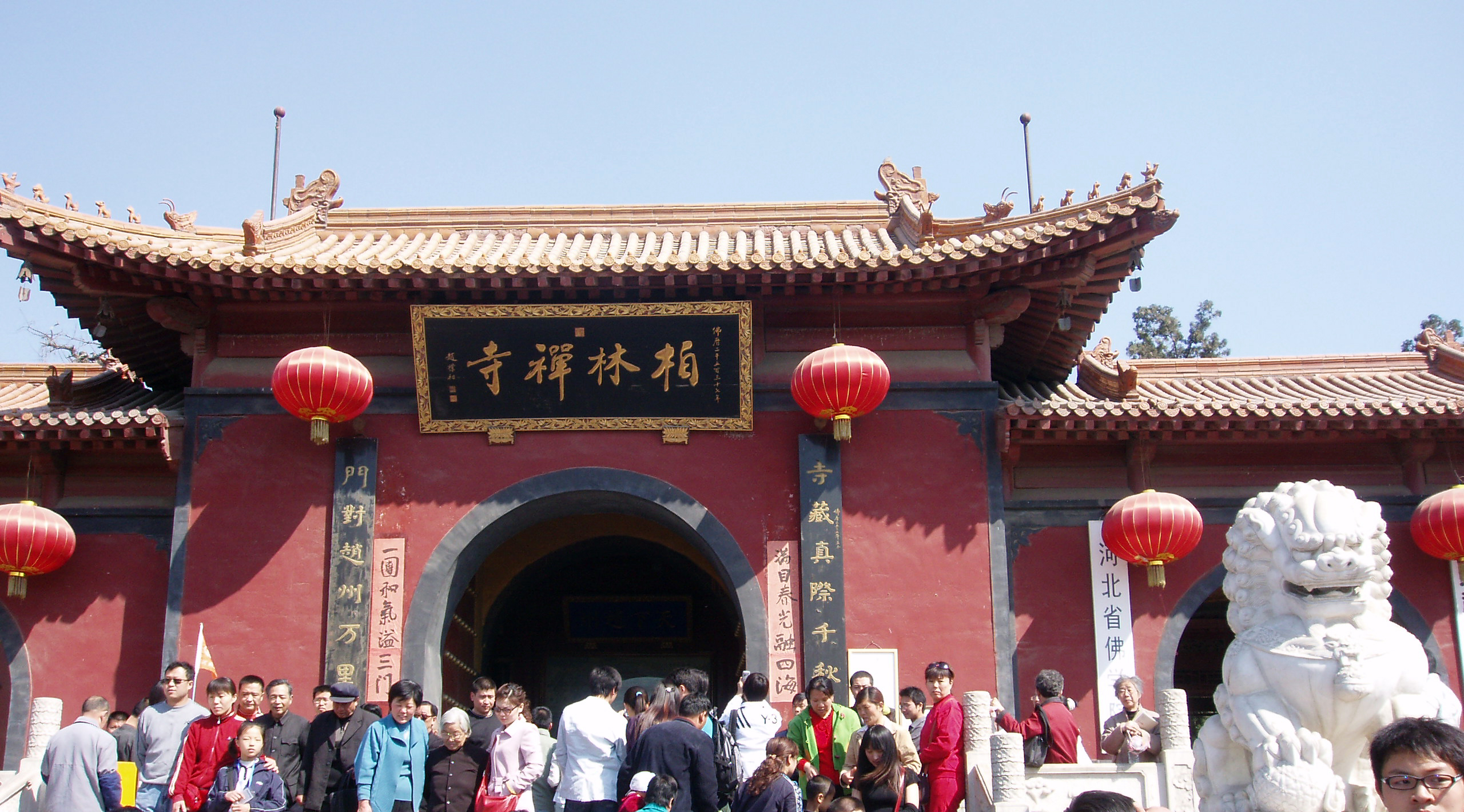
柏林禅寺山门，由赵朴初题写的匾额

柏林禅寺座落在河北省石家庄市赵县县城石塔路东端路北，与著名的赵州桥遥遥相望。是中国佛教禅宗的祖庭。寺内的从谂禅师舍利塔是全国重点文物保护单位。最早建于汉献帝建安年间(196 ~ 220)，古称观音院，南宋为永安院，金代名柏林禅院，自元代起即称柏林禅寺。

## 歷史

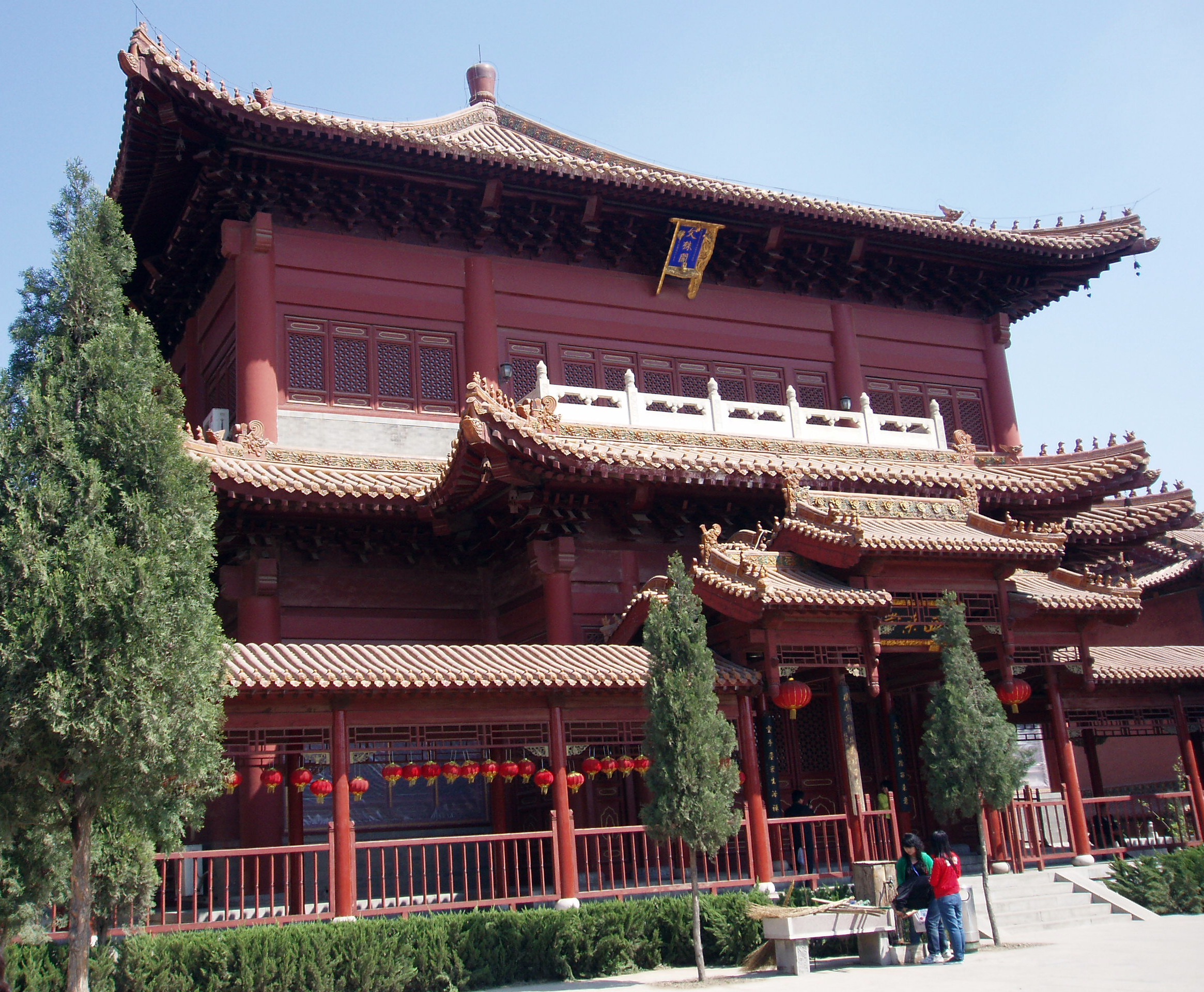

柏林禅寺始建于东汉末年汉献帝建安年间，在唐代以前称为观音院，南宋改名为永安院，元代由朝廷赐额为柏林禅寺。唐朝的玄奘法师、赵州禅师、宋代的归云老人、元代的月溪禅师等著名佛教高僧都曾在这里驻锡。最重要的赵州从谂（778年－897年），是禅宗六祖惠能大师的第四代传人。唐大中十一年（857年）以八十高龄受信众敦请驻锡观音院，弘法传禅达40年，以120岁高龄在此圆寂，人称“赵州古佛”。被谥封“真际禅师”，元代天历三年（1330年），为其兴建舍利塔，全称为“特赐大元赵州古佛真际光祖国师之塔”。20世纪寺庙重新修复，1988年5月12日，国务院批准柏林禅寺作为宗教活动场所对外开放，现有常住僧众160余人，并设有河北省佛学院、河北禅学研究所。由中国佛教协会会长赵朴初题写“柏林禅寺”匾额。从1993年开始，每年都举办生活禅夏令营，一些外国僧侣和学者不断前来拜访甚至长住。

## 建筑

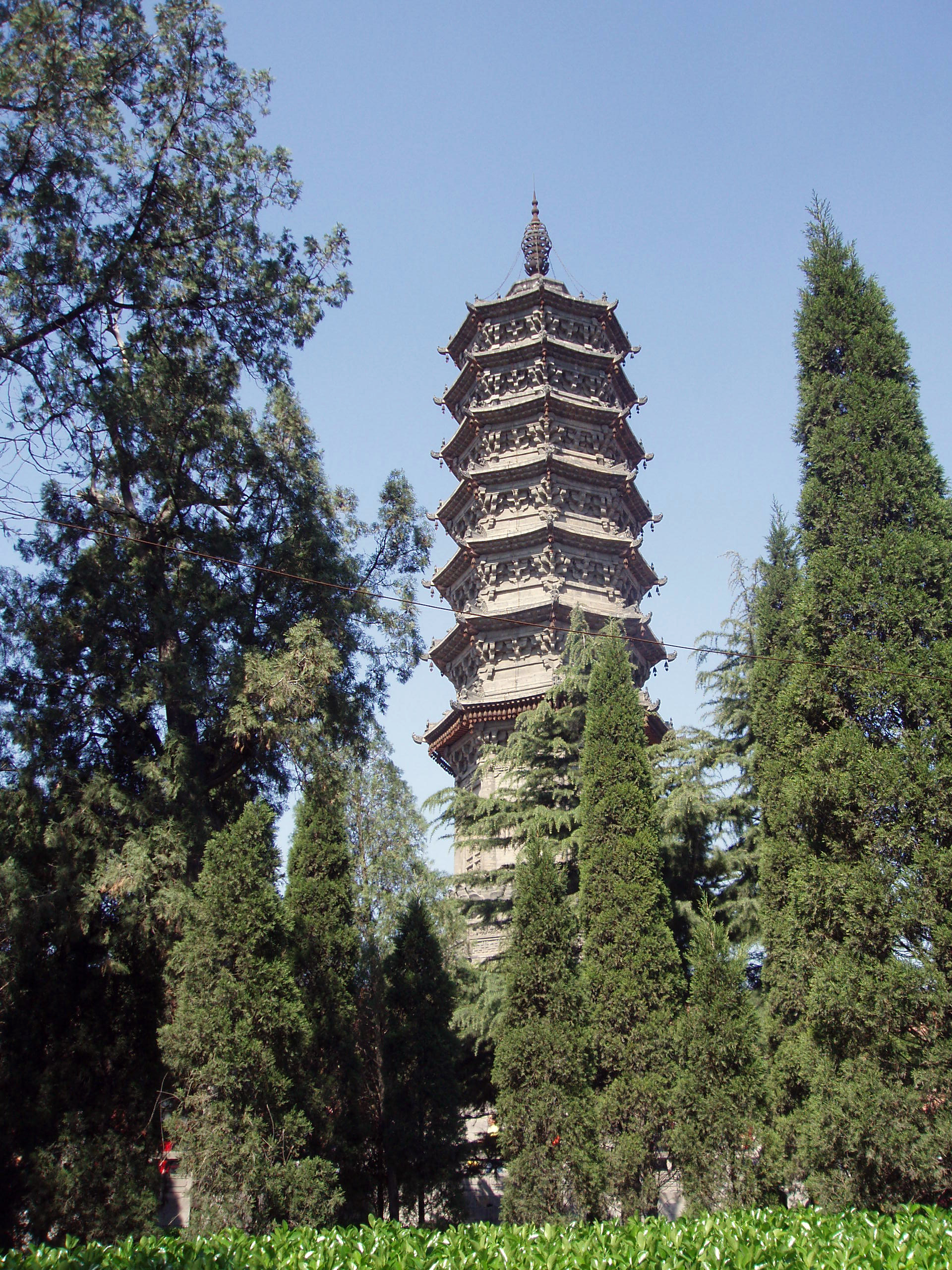
舍利塔

寺内原有真际禅师宝殿，殿内壁画为唐代画圣吴道子所作。以奔流江水为题材，但目前已经不复存在。

## 年鉴
- 汉献帝建安年间(196~220) 常山国平棘县（今河北省赵县）创建观音院（今柏林禅寺）
- 唐高祖武德五年(622)玄奘法师在赵州（今河北省赵县）观音院从道深法师学《成实论》半载有余
- 宋太祖建隆元年至太宗至道三年(960-997)期间，赵州观音院改称永安禅院
- 金熙宗天会十三年至熙宗皇统八年(1135-1148)期间，赵州刺史为金帝宗室完顔宗永。因避其讳，改永安院为柏林禅院
- 元马真后元年(1242)八月中秋日，柏林禅院树碑立石。题名为“柏林下挟州内外十院僧众及合郡文武官员”立
- 元世祖至元十九年—成宗元贞二年(1282-1296)期间，柏林禅院建赵州古佛堂成。王翊撰《赵州古佛堂记》详其始末
- 元文宗至顺元年(天年三年)庚午(1330)三月，特赐大元赵州古佛真际光祖国师之塔建成
- 明宪宗成化二十三年(1487)道源长老建毘卢殿
- 明孝宗弘治十六年(1503)柏林禅寺重建金刚、天王二殿竣工
- 明世宗嘉靖十八年(1539)九月，柏林禅寺重修光祖真际禅师塔竣工。真定天峰撰文立石
- 明世宗嘉靖二十六年(1547)三月，柏林禅寺主持鲁峰，州僧正司僧正本儒发起建大慈殿
- 明世宗嘉靖二十九年(1550)十月，大悲殿竣工，本州举人李时阳撰写《赵州柏林禅寺增修大慈殿碑记》
- 清高宗乾隆十五年(1750)九月十二日，清乾隆帝南巡途经赵州，在柏林禅寺小憩，即兴赋诗三首
- 清德宗光绪二十年至三十年(1894-1908)期间，柏林禅寺在古佛堂旧址建“十方禅院”
- 民国十一年至十五年(1922-1926)县公署建设局占据寺内十方禅院，作为办公场所。寺内三名僧人全被赶出禅院；县公署戒烟局把抓获的吸毒犯禁闭在摩尼殿内。因粉刷大殿墙壁，使殿内的“赵州水”被毁，除西头尚留一小角画面外，大部分被涂盖
- 民国十九年(1930)赵州禅师塔第二级佛龛内供奉之铜造像被盗，经县公署警察局缉捕追回，入藏文献委员会。（1937年日军侵占赵县县城，铜像供在伪政府大仙堂内，日军投降后，其像下落不明）
- 民国三十四年(1945)柏林禅寺修缮工程基本完工。自1942年起到1945年夏，柏林禅寺垒起了泥土围墙，修建起砖墙大门，整砌了赵州塔基座，砌补了塔身，修整了大殿木结构，到解放前夕，各项工程基本完工。同年农历八月三十日，赵县解放。寺内摩尼殿、大慈殿的佛像金身在战乱中被毁
- 民国三十六年丁亥(1947)号称赵州十景之一的“东寺钟声”的大钟被毁。东门村公所迁出禅堂，金牛肥皂厂（县直机关生产单位）住进禅院
- 公元1951年，中央文化部文物处派专家罗哲文、祁英涛等来赵县普查重点文物，副县长曹拔萃派员做向导到柏林禅寺调查。当时柏林禅寺还存有两座大殿、赵州塔、十方禅院及历代碑碣
- 公元1955年，寺内禅堂因存放大量鞭炮，不慎失火，五间正房全部炸毁，禅堂的砖石逐渐流失，十方禅院亦化为废墟
- 公元1958至1962年期间，柏林禅寺无从看管，遗址上的砖、石、碑流失殆尽
- 公元1964年，县文教科批准石塔小学在柏林禅寺遗址建校，先占大慈殿做临时校舍
- 公元1966年3月8日，赵县地震。赵州禅师塔之塔刹被震落摔碎。塔刹宝瓶内所藏《金刚经》等震落飘散
- 公元1968年~公元1970年，柏林禅寺仅存之摩尼、大慈两座大殿先后被拆除
- 公元1973年，赵县文教局在民间发现“赵州从谂禅师”石刻画像碑，于是将其与柏林禅寺遗址上残存的几块石碑运往县文物保管所
- 公元1980年6月24日，日本“日中友好临黄协会”第一次访华团参拜正定临济塔，团员和久弘昭先生等三人参拜赵州塔
- 公元1988年1月初，河北省佛教界座谈会在石家庄召开，商谈开放、修复柏林禅寺问题。5月12日，河北省人民政府批文，正式规定柏林禅寺作为宗教活动场所，交佛教界管理使用并逐步进行修复。5月19日，重建柏林禅寺暨创立佛慈安养院奠基典礼在柏林禅寺遗址隆重举行。日本“日中友好临黄协会”第八次访华团一行及出席河北省佛教界第一界代表会议代表等共300余人参加了仪式。当日河北省佛教协会印发《重建赵州禅师道场设立佛慈安养院缘起》，为修复柏林禅寺展开筹款工作。当年秋天，河北省佛教协会委派常务理事慧林法师、理事德真法师住进柏林禅寺
- 公元1990年11月17日（农历十月初一），柏林禅寺举行佛像安座仪式，安奉汉白玉释迦牟尼佛像和观世音菩萨立像。佛像为美国纽约正觉寺住持佛性法师、美籍华人刘珍美居士、河北保定田净喜居士捐资雕刻
- 公元1992年2月初，重建普光明殿（大殿）木结构工程全面施工。4月14日（农历三月十二日），普光明殿上梁。柏林禅寺重兴首任住持净慧法师主持净坛仪式。8月28日（农历八月初一日），隆重举行普光明殿落成典礼。中外来宾近千人参加盛会，共庆净域重光，慧灯再耀
- 公元1994年9月16日,山门、钟鼓楼落成
- 公元1998年9月，河北省佛学院在柏林禅寺成立
- 公元2003年9月6日，万佛楼落成暨佛像开光大典，感恩三宝、感恩大众成就万佛楼 [2]

### 从谂禅师舍利塔
元代天历三年（1330年），为从谂禪師兴建的舍利塔，全称为“特赐大元赵州古佛真际光祖国师之塔”，2006年成為全國重點文物保護單位。